# Мультиплекс MX-7
Мультиплекс MX-7 — українська загальнонаціональна цифрова багатоканальна телемережа. Оператором мультиплексу виступає Концерн РРТ, що входить до сфери управління Державної служби спеціального зв'язку та захисту інформації України.
МХ-7 будується за технологією європейського стандарту ефірного цифрового телебачення другого покоління DVB-T2 у смузі частот метрового діапазону (174—230 МГц).

## Історія
В 2006 році у Женеві відбулася Регіональна конференція радіозв'язку з планування цифрової наземної радіомовної служби в Районі 1 (частини Району 1, розташовані на захід від меридіана 170 град.сх.д. й на північ від паралелі 40 град.пд.ш., за винятком території Монголії) та в Ісламській Республіці Іран у смугах частот 174—230 МГц і 470—862 МГц (Женева, 2006 рік).
Україна підписала Меморандум Женева-2006, який передбачав повний перехід до червня 2015 року від аналогового до цифрового телерадіомовлення.
Перший етап впровадження цифрового мовлення в Україні розпочато в 2010 році був об'явленний конкурс на визначення провайдера цифрового мовлення. В ньому перемогла компанія ТОВ "Зеонбуд". 
1 вересня 2011 року провайдер цифрового мовлення ТОВ «Зеонбуд» розпочав мовлення.
В червні 2015 року Національна рада з питань телебачення і радіомовлення ухвалила рішення про відстрочення переходу на цифрове ТБ.
У квітні 2016 року Кабінет Міністрів України ухвалив рішення відстрочити повний перехід на цифрове ТБ на один рік.
5 грудня 2019 року Національна рада України з питань телебачення і радіомовлення, враховуючи План заходів щодо впровадження в Україні цифрового телерадіомовлення, затвердженого розпорядженням Кабінету Міністрів України від 26.10.2016 № 788-р, 05.12.2019 року, ухвалила рішення № 2039 «Про створення цифрової багатоканальної телемережі у діапазоні 174—230 МГц (МХ-7)». Оператором загальнонаціональної цифрової багатоканальної телемережі МХ-7 визначено Концерн радіомовлення, радіозв'язку та телебачення.
14 травня 2021 року Рада національної безпеки і оборони України ухвалила рішення «Щодо окремих заходів із забезпечення інформаційної безпеки», яке передбачало побудову загальнонаціональної цифрової багатоканальної телемережі МХ-7.
18 травня 2021 року рішення РНБО було введено в дію Указом Президента України № 198.
2 червня 2021 року Кабінет Міністрів України ухвалив план організації виконання цього рішення.

## Мета побудови мультиплексу MX-7
Побудова загальнонаціональної цифрової багатоканальної телемережі МХ-7 є суспільно значимою з точки зору забезпечення інформаційної безпеки України. Вона спрямована на захист життєво важливих інтересів громадянина, суспільства та держави у протидії внутрішнім та зовнішнім інформаційним загрозам, забезпечення інформаційної стійкості суспільства та держави.[джерело?]
Результатом реалізації проекту побудови МХ-7 буде:
- забезпечення повноцінного покриття цифровим наземним телебаченням не менше 90 % території України;
- відновлений контроль за інформаційним простором України, в частині розповсюдження ефірного телебачення;
- забезпечений доступ населення на прикордонних територіях до програм українського телебачення;
- розвиток телевізійних цифрових мереж державних, суспільних та комерційних телекомпаній України в сторону збільшення глядацької аудиторії.

Побудова мультиплексу надасть державі можливість контролю над елементом критичної інфраструктури — доступом до національного мовлення. Також на базі МХ-7 держава зможе реалізувати систему оповіщення населення в разі надзвичайних ситуацій, яка зараз фактично не працює в Україні.

## Інфраструктура Концерну РРТ
Оператором мультиплексу виступає Концерн радіомовлення, радіозв'язку та телебачення, що входить до сфери управління Адміністрації Держспецзв'язку).
- Концерн РРТ має власну розвинену мережу висотних споруд (понад 500 щогл і веж). На об'єктах підприємства зосереджені радіомовні та телевізійні передавальні станції, базові станції стільникового зв'язку, власні та передані на обслуговування вузли волоконно-оптичних та радіорелейних ліній зв'язку.
- Передавальні станції Концерну РРТ забезпечені гарантованим електропостачанням, вимірювальними приладами, висококваліфікованим персоналом та охороною[4].
- Розвиток мережі здійснюватиметься у метровому діапазоні 174—230 МГц, особливості поширення хвиль у якому дають переваги у покритті території телевізійним сигналом перед існуючими мережами у дециметровому діапазоні.
- Інфраструктура МХ-7 включатиме: мережу передавальних станцій DVB-T2, головну станцію формування мультиплексу, супутникову систему дистрибуції, систему моніторингу та контролю передавального обладнання.

## Технічні характеристики мережі МХ-7
Мережа передбачає:
- встановлення 158 цифрових телевізійних передавачів для трансляції до 12 телепрограм SD (стандартної чіткості) та 3 програм суспільного радіо. При цьому технічно DVB–T2 мережа буде мати можливість трансляції HD-каналів у мультиплексі;
- організацію доставки програм до передавачів в 74 SFN зонах України;
- створення головної станції мультиплексування та центру управління і моніторингу.

Побудована мережа забезпечуватиме впевнений прийом зовнішніми антенами на не менше 90 % території України в III діапазоні метрових хвиль.
Проект створення DVB-T2 SFN мережі базується на основі методики побудови одночастотних синхронних мереж, перевагою якої є можливість передачі сигналу багатьма передавачами на одній частоті, що дозволяє економити наданий радіочастотний ресурс. Передбачає максимальне використання існуючих висотних споруд, що дає можливість скоротити капітальні витрати.
Схема розгортання загальнонаціональної мережі МХ-7 із використанням висотних споруд Концерну РРТ.

## Фінансування
Мультиплекс МХ-7 належить державі і держава отримує від нього прибуток, але мультиплекс побудованний не за бюджетні кошти.
Згідно з рішенням РНБО, Концерн РРТ взяв позику в банку на ринкових умовах під гарантії Уряду. Йдеться про сумму 490 млн грн. Ці гроші були витрачені на побудову мережі і закупку передавачів. Згідно з підрахунками Концерну РРТ, інвестиції окупляться за сім років — саме за цей термін Концерн планує віддати кредит.
Концерн РРТ — це державне госпрозрахункове підприємство, створене державою з метою отримання прибутку, а відповідно і послуги телекомпаніям надаватиме на платній основі. Зі свого прибутку підприємство відраховує до бюджету 50 % (КМУ постановою від 28.04.2021 р. № 415 затвердив базовий норматив відрахування частки прибутку у розмірі 50 %), як дивіденди власнику.

## Початок роботи
4 травня 2023 року, Державна служба спеціального зв'язку та захисту інформації України повідомляла про готовність до запуску загальнонаціональної цифрової багатоканальної телемережі MX-7.
З 1 червня 2023 року по всій території України в тестовому режимі запрацювала цифрова багатоканальна телемережа MX-7.

## Наповнення
Технологічно, в МХ-7 може бути включено до 12 телевізійних каналів і 3 радіоканали. Передусім це будуть державні канали та суспільний мовник.
Щодо інших, згідно рішення Національної ради від 05.12.2019 року № 2039 «Про створення цифрової багатоканальної телемережі у діапазоні 174—230 МГц (МХ-7)», за п'ять місяців до запуску Мультиплексу Національна рада має оголосити конкурс серед мовників на участь у МХ-7.
За результатами конкурсу на мовлення в державному цифровому багатоканальному мультиплексі МХ-7, 31 жовтня 2023 року Національна рада України з питань телебачення і радіомовлення визначила телеканали-переможці, які розпочнуть мовлення.
| Назва              | Холдинг / Власник            | Логотип | Запуск     | Тематика каналу         | Формат мовлення | EPG        | Юридична особа                              | Офіційний вебсайт       |
| ------------------ | ---------------------------- | ------- | ---------- | ----------------------- | --------------- | ---------- | ------------------------------------------- | ----------------------- |
| Армія TV           | Міністерство оборони України |         | 21.04.2023 | Військова               | SD 576i 16:9    | Ні         | Центральна ТРС Міністерства оборони України | armytv.com.ua           |
| Рада               | ДТВРУ                        |         | 24.11.1998 | Інформаційна            | SD 576i 16:9    | Ні         | ДП «Парламентський телеканал „РАДА“»        | tv.rada.gov.ua          |
| Megogo Спорт       | Megogo                       |         | 12.08.2024 | Спортивна               | HD 1080i 16:9   | Green tick | ТОВ «Мегого»                                | megogo.net/ua/          |
| Ми — Україна       | Ігор Петренко                |         | 07.11.2022 | Інформаційна            | SD 576i 16:9    | Ні         | ТОВ «Ми — Україна»                          | weukraine.tv            |
| Квартал TV         | 1+1 Media                    |         | 08.08.2016 | Розважальна             | SD 576i 16:9    | Green tick | ТОВ «Віжн Квартал ТВ»                       |                         |
| Світло             | Film.UA Group                |         | 21.08.2023 | Розважальна             | SD 576i 16:9    | Green tick | ТОВ «ТРК „Корисне ТБ“»                      | svitlo.tv               |
| Світ+              | 1+1 Media                    |         | 01.11.2024 | Пізнавальна             | SD 576i 16:9    | Green tick | ТОВ «Віжн 3»                                |                         |
| Сонце+             | ПП «Студія Пілот»            |         | 31.07.2024 | Розважальна             | SD 576i 16:9    | Ні         | ТОВ «Солар медіа»                           |                         |
| Перший             | Суспільне                    |         | 01.02.1939 | Суспільно-політична     | SD 576i 16:9    | Ні         | АТ «НСТУ»                                   | suspilne.media/culture/ |
| Суспільне Культура | Суспільне                    |         | 01.01.2002 | Культурно-просвітницька | SD 576i 16:9    | Ні         | АТ «НСТУ»                                   | tv.suspilne.media       |
| УНІАН-2            | 1+1 Media                    |         |            | Інформаційна            | SD 576i 16:9    | Ні         | ТОВ «Дідживан»                              |                         |
| Інтер Україна      | Inter Media Group            |         |            | Загальна                | SD 576i 16:9    | Ні         | ПрАТ «Телеканал Інтер»                      | inter.ua                |

## Покриття
Для побудови МХ-7 Український державний центр радіочастот надав висновки щодо можливості використання радіочастот у 158 населених пунктів України.
Енергетичні параметри мережі, згідно цих висновків та кількість передавальних станцій дають право стверджувати, що покриття є значно кращим за покриття існуючих мереж. Вже коригується частотно-територіальний план мережі, виявляються недоліки в покритті та вносяться відповідні корективи.

## Передавачі та частоти

### Вінницька область
| Населений пункт     | Адреса                                                  | Середній радіус покриття, км | ТВК |
| ------------------- | ------------------------------------------------------- | ---------------------------- | --- |
| Могилів-Подільський | вул. Озаринецька, 41-А                                  | 65                           | 7   |
| Вінниця             | вул. Максимовича, 23                                    | 90                           | 8   |
| Тульчин             | вул. Миколи Леонтовича, 175                             | 65                           | 9   |
| Ободівка            | смт. Піщанка                                            | 60                           | 9   |
| Піщанка             | Тростянецький район, с. Ободівка, вул. Центральна, 66/2 | 80                           | 9   |
| Ямпіль              | вул. Черняхівського, 2, щогла ПАТ «Укртелеком»          | 40                           | 9   |

### Волинська область
| Населений пункт   | Адреса                                         | Середній радіус покриття, км | ТВК |
| ----------------- | ---------------------------------------------- | ---------------------------- | --- |
| Горохів           | вул. Ігоря Сливки, 30-А                        | 45                           | 7   |
| Луцьк             | Луцький район, с. Підгайці, вул. Дубнівська 67 | 70                           | 7   |
| Ковель            | вул. Варшавська, 5                             | 70                           | 8   |
| Камінь-Каширський | вул. Магдебурзького права, 3                   | 35                           | 8   |
| Шацьк             | вул. Героїв України, 1-Б                       | 40                           | 8   |
| Любешів           | вул. Лісова, 3                                 | 40                           | 9   |
| Цумань            | Ківерцівський район, вул. Філатова, 8          | 35                           | 12  |

### Дніпропетровська область
| Населений пункт | Адреса                                      | Середній радіус покриття, км | ТВК |
| --------------- | ------------------------------------------- | ---------------------------- | --- |
| Павлоград       | вул. Харківська, 17-А                       | 30                           | 5   |
| Миколаївка      | Дніпровський район, вул. Першотравнева, 1-Р | 40                           | 5   |
| Кривий Ріг      | вул. Телевізійна, 8-А                       | 75                           | 6   |
| Покров          | вул. Героїв України, 11-А                   | 35                           | 7   |
| Орли            | Синельниківський район, вул. Центральна, 59 | 50                           | 7   |
| Дніпро          | вул. Телевізійна, 3                         | 75                           | 8   |

### Донецька область
| Населений пункт | Адреса                  | Середній радіус покриття, км | ТВК |
| --------------- | ----------------------- | ---------------------------- | --- |
| Краматорськ     | вул. Лівобережна, 699-А | 75                           | 8   |

### Житомирська область
| Населений пункт | Адреса                                          | Середній радіус покриття, км | ТВК |
| --------------- | ----------------------------------------------- | ---------------------------- | --- |
| Бердичів        | вул. Піонтківського, 9-У                        | 55                           | 5   |
| Андріївка       | вежа КРРТ                                       | 70                           | 5   |
| Звягель         | вул. Мамайчука 14, вежа ПАТ «Укртелеком»        | 40                           | 7   |
| Олевськ         | вул. Святомиколаївська, 146                     | 70                           | 8   |
| Овруч           | Овруцький район, с. Дубовий Гай, вул. Миру, 1-а | 60                           | 9   |

### Закарпатська область
| Населений пункт | Адреса                                    | Середній радіус покриття, км | ТВК |
| --------------- | ----------------------------------------- | ---------------------------- | --- |
| Рахів           | гора Терентин                             |                              | 6   |
| Біловарці       | Біловарці, Добрянське, Тячівський район   | 25                           | 6   |
| Дубове          | урочище Делуц                             | 29                           | 6   |
| Перечин         | гора Плішка                               | 25                           | 9   |
| Свалява         | гора Кічера                               | 30                           | 9   |
| Нижні Ворота    | Воловецький район, вежа КРРТ              | 25                           | 9   |
| Міжгір'я        | г. Торшул                                 | 40                           | 6   |
| Мукачево        | Верхній Коропець, Павлова гора            | 40                           | 9   |
| Хуст            | Хустський район, с. Рокосово, Товста гора | 50                           | 9   |
| Руський Мочар   | гора Яворник                              | 25                           | 9   |
| Ужгород         | с. Ярок, гора Токарня                     | 30                           | 9   |

### Запорізька область
| Населений пункт | Адреса                   | Середній радіус покриття, км | ТВК |
| --------------- | ------------------------ | ---------------------------- | --- |
| Запоріжжя       | вул. Дмитра Апухтіна, 24 | 60                           | 10  |
| Новомиколаївка  | вул. Молодіжна, 1-а      | 25                           | 10  |

### Івано-Франківська область
| Населений пункт  | Адреса                                              | Середній радіус покриття, км | ТВК |
| ---------------- | --------------------------------------------------- | ---------------------------- | --- |
| Івано-Франківськ | вул. Чорновола, 19                                  | 60                           | 5   |
| Калуш            | вул. Височанка, 34-А                                | 30                           | 5   |
| Яремче           | вул. Франка, 84                                     | 30                           | 5   |
| Гарасимів        | вул. Шевченка, 1-Б                                  | 30                           | 5   |
| Долина           | Калуський район, с. Мала Тур'я, вул. Полуванки, 100 | 35                           | 7   |

### Київська область
| Населений пункт | Адреса                | Середній радіус покриття, км | ТВК |
| --------------- | --------------------- | ---------------------------- | --- |
| Винарівка       | вул. Лісова, 39       | 30                           | 7   |
| Володарка       | вул. Миру, 221-А      | 45                           | 7   |
| Тетіїв          | вул. Польова, 2       | 30                           | 7   |
| Калинівка       | вул. Київська, 19     | 30                           | 8   |
| Кагарлик        | вежа КРРТ             | 40                           | 9   |
| Рокитне         | вул. Поповича, 41     | 30                           | 9   |
| Київ            | вул. Дорогожицька, 10 | 110                          | 8   |

### Кіровоградська область
| Населений пункт  | Адреса                                    | Середній радіус покриття, км | ТВК |
| ---------------- | ----------------------------------------- | ---------------------------- | --- |
| Благовіщенське   | вул. Лесі Українки, 88                    | 30                           | 6   |
| Новоархангельськ | вул. Слави, 153                           | 45                           | 6   |
| Кропивницький    | вул. Садова, 88                           | 70                           | 8   |
| Смоліне          | Маловисківський район, вул. Елеваторна, 3 | 30                           | 8   |
| Олександрія      | с. Андріївка, вул. Пархоменка, 1Б         | 50                           | 10  |

### Львівська область
| Населений пункт | Адреса                                         | Середній радіус покриття, км | ТВК |
| --------------- | ---------------------------------------------- | ---------------------------- | --- |
| Борислав        | вул. Висока, 16                                | 40                           | 7   |
| Радехів         | вул. Витківська, 41                            | 35                           | 7   |
| Старий Самбір   | вул. Івасюка, 2                                | 35                           | 7   |
| Турка           | вул. Поляна, 110                               | 40                           | 7   |
| Новий Розділ    | пров. Придорожній, 18                          | 40                           | 9   |
| Красне          | Золочівський район, вул. Захисників України, 7 | 35                           | 9   |
| Львів           | вул. Високий замок, 9                          | 60                           | 9   |

### Миколаївська область
| Населений пункт   | Адреса                     | Середній радіус покриття, км | ТВК |
| ----------------- | -------------------------- | ---------------------------- | --- |
| Первомайськ       | Підгороднянське шосе, 13   | 60                           | 6   |
| Миколаїв          | проспект Центральний, 24-Б | 70                           | 6   |
| Добре             | вул. Шумська, 40а          | 25                           | 7   |
| Нова Одеса        | вул. Сапроненко, 40        | 15                           | 7   |
| Вознесенськ       | вул. Свободи, 175          | 50                           | 10  |
| Південноукраїнськ | вул. Європейська, 37-А     | 25                           | 10  |

### Одеська область
| Населений пункт   | Адреса                        | ТВК |
| ----------------- | ----------------------------- | --- |
| Балта             | вул. Подільська, 20, вежа РЕМ | 5   |
| Вестерничани      | вул. Ягорлицька, 115-А        | 5   |
| Ковбасова Поляна  | вул. Полярна, 9-A             | 5   |
| Болград           | вул. Фонтанна, 119            | 8   |
| Ізмаїл            | вул. Телеграфна, 260          | 8   |
| Одеса             | вул. Фонтанська дорога, 3     | 8   |
| Рені              | вул. Весела 58, вежа РЕМ      | 8   |
| Кам'янське        | вежа КРРТ                     | 8   |
| Петровірівка      | вул. Верхня, 10               | 8   |
| Велика Михайлівка | вул. 6 квітня, 1              | 8   |
| Кодима            | вул. Героїв АТО, 36-А         | 9   |
| Сарата            | вул. Мельнична, 1-Б           | 10  |
| Бессарабське      | узв. Антонова, 13             | 10  |

### Полтавська область
| Населений пункт | Адреса                                          | ТВК |
| --------------- | ----------------------------------------------- | --- |
| Полтава         | пр. Віталія Грицаєнка, 26-А                     | 5   |
| Іскрівка        | Полтавський район, вул. Центральна, 1           | 5   |
| Красногорівка   | вул. Гоголя, 15                                 | 5   |
| Карлівка        | вул. Успенська, 8-Б                             | 6   |
| Лохвиця         | вул. Героїв України, 104-А                      | 6   |
| Лубни           | вул. Грушевського, 27                           | 6   |
| Кременчук       | вул. Вадима Пугачова, 12, вежа ПАТ «Укртелеком» | 10  |

### Рівненська область
| Населений пункт | Адреса               | ТВК |
| --------------- | -------------------- | --- |
| Копань          | вежа КРРТ            | 7   |
| Кургани         | вул. Кузнецова, 81   | 8   |
| Дубровиця       | вул. Залізнична, 7-І | 8   |
| Вараш           | вул. Хомецька, 1     | 9   |
| Зарічне         | вул. Партизанська, 3 | 9   |
| Антопіль        | вул. Київська, 12    | 12  |

### Сумська область
| Населений пункт     | Адреса                         | ТВК |
| ------------------- | ------------------------------ | --- |
| Білопілля           | вул. Сумська, 15               | 5   |
| Краснопілля         | вежа КРРТ                      | 5   |
| Суми                | вул. Григорія Давидовського, 3 | 5   |
| Шостка              | вул. Сонячна, 88               | 8   |
| Хутір-Михайлівський | вежа КРРТ                      | 8   |
| Тростянець          | вул. Нескучанська, 50          | 12  |

### Тернопільська область
| Населений пункт  | Адреса               | ТВК |
| ---------------- | -------------------- | --- |
| Монастириська    | вул. Шевченка, 2-К   | 5   |
| Лозова           | вул. Польова, 13     | 6   |
| Бережани         | вул. Залісся, 7      | 6   |
| Кременець        | вул. Осовиця, 12     | 6   |
| Горішня Вигнанка | вул. Телевізійна, 33 | 8   |
| Шумськ           | вул. Шевченка, 14    | 12  |

### Харківська область
| Населений пункт | Адреса                   | ТВК |
| --------------- | ------------------------ | --- |
| Куп'янськ       | просп. Конституції, 87   | 5   |
| Великий Бурлук  | вул. Декоративна, 4      | 5   |
| Вільча          | вежа КРРТ                | 5   |
| Лозова          | вул. Кооперативна, 53-А  | 6   |
| Кегичівка       | вул. Садова, 81          | 6   |
| Барвінкове      | вул. Холодноярська, 74-А | 9   |
| Ізюм            | вул. Крута, 56           | 9   |
| Байрак          | вул. Зернова, 5          | 9   |
| Харків          | вул. Дерев'янка, 1-А     | 10  |
| Богодухів       | вул. Воїнської слави, 4  | 10  |

### Херсонська область
| Населений пункт      | Адреса           | ТВК |
| -------------------- | ---------------- | --- |
| Херсон               |                  | 6   |
| Велика Олександрівка | вул. Космосу, 24 | 9   |
| Костирка             | вежа КРРТ (?)    | 9   |

### Хмельницька область
| Населений пункт | Адреса                    | ТВК |
| --------------- | ------------------------- | --- |
| Полонне         | вул. Лесі Українки, 1     | 7   |
| Кульчіївці      | вул. Центральна, 52/1     | 8   |
| Чемерівці       | вул. Свободи, 72-А        | 8   |
| Хмельницький    | просп. Миру, 43           | 9   |
| Солобківці      | щогла КРРТ                | 9   |
| Крупець         | вул. Б. Хмельницького, 43 | 12  |

### Черкаська область
| Населений пункт | Адреса                       | ТВК |
| --------------- | ---------------------------- | --- |
| Орловець        | вул. Смілянська, 2-А         | 5   |
| Шпола           | вул. 40-річчя Перемоги, 11-А | 5   |
| Багачеве        | вул. Зарічна 1               | 5   |
| Полянецьке      | вул. Лісна, 1                | 6   |
| Черкаси         | вул. Пантелеймона Куліша, 2  | 7   |
| Буки            | вул. Лісова, 67              | 7   |
| Сатанівка       | вул. Садова, 41              | 7   |
| Канів           | вул. Київська, 15            | 9   |

### Чернівецька область
| Населений пункт | Адреса             | ТВК |
| --------------- | ------------------ | --- |
| Новодністровськ | квартал 27, буд. 5 | 7   |
| Чернівці        | вул. Білецька, 6   | 9   |

### Чернігівська область
| Населений пункт     | Адреса                   | ТВК |
| ------------------- | ------------------------ | --- |
| Чернігів            | вул. Реміснича, 53-Б     | 5   |
| Тиниця              | вул. Бахмацька, 186      | 5   |
| Ріпки               | вежа КРРТ                | 5   |
| Полісся             | вежа КРРТ                | 5   |
| Ніжин               | вул. Маріупольська, 52-А | 7   |
| Білещина            | вул. Миру, 1-А           | 7   |
| Новгород-Сіверський | вул. Покровська, 96      | 8   |
| Холми               | вул. Центральна, 164     | 8   |
| Семенівка           | вежа КРРТ                | 8   |

## Співпраця з телеканалами
Зараз на ринку встановлення тарифів на телекомунікаційні послуги без економічного обґрунтування, розрахунків та надання знижки без будь-якого обґрунтування для телеканалів є монополією.
Вихід держави на ринок послуги зруйнує монополію і створить конкурентні умови для розвитку ринку. Концерн РРТ будуватиме прозору цінову політику для телеканалів.
На початку серпня 2023 року, згідно повідомлення Держспецзв'язку, Нацрада України з питань телебачення та радіомовлення оголосила конкурс на мовлення у багатоканальній електронній комунікаційній мережі МХ-7.

## Досвід інших країн
В деяких країнах Європи є державні оператори, наприклад, у Великій Британії регулятор вимагає, щоб деякі телерадіомовники виконували певні вимоги в рамках своєї ліцензії на мовлення. Усі телевізійні та радіостанції Бі-Бі-Сі мають сферу державної служби, в тому числі ті, що транслюються цифровим способом.
В США є Public Broadcasting Service — Служба суспільного мовлення, яка фінансується грантами Національного управління телекомунікації та інформації (National Telecommunications and Information Administration), підпорядкованої Департаменту (тобто міністерству) торгівлі США, тобто фактично урядом.
Крім того, в усіх розвинених країнах світу, на які рівняється Україна, є конкуренція, тобто більше, ніж один оператор цифрового мовлення, і оператори виконують ліцензійні умови.

## Законодавча база
1. 16 червня 2006 підписано Регіональну угоду, яка стосується планування цифрової наземної радіомовної служби в Районі 1 (частинах Району 1, розташованих на захід від меридіана 170 град.сх.д. й на північ від паралелі 40 град.пд.ш., за винятком території Монголії) та в Ісламській Республіці Іран у смугах частот 174—230 МГц і 470—862 МГц
2. Постанова Кабінету Міністрів України про затвердження державної програми впровадження цифрового телерадіомовлення 30 листопада 2006 р. розпорядженням Кабінету Міністрів України № 592-р схвалено концепцію Державної програми впровадження цифрового телерадіомовлення (втратили чинність на підставі Постанови Кабінету Міністрів України № 597 від 5 листопада 2014 року);
3. План розвитку національного телеінформаційного простору України, затверджений рішенням Національної Ради від 01.12.2010 № 1684, зі змінами, прийнятими відповідно до рішення Національної Ради № 1661 від 23.12.2020;
4. Розпорядження від 26 жовтня 2016 р. № 788-р Про затвердження плану заходів щодо впровадження в Україні цифрового телерадіомовлення.
5. Рішення Нацради України з питань телебачення та радіомовлення № 2039 від 5 грудня 2019 року «Про створення цифрової багатоканальної телемережі у діапазоні 174—230 МГц (МХ-7)» від 5 грудня 2019 року.
6. Указ Президента України № 198/2021 "Про рішення Ради національної безпеки і оборони України від 14 травня 2021 року «Щодо окремих заходів із забезпечення інформаційної безпеки».

## Відео по темі
- https://youtu.be/w21EI2KpeU4
- https://youtu.be/MFKaB0l4CEw
- https://youtu.be/MFKaB0l4CEw

## Уточнення
1. Україна підписала Меморандум Женева-2006, який передбачав повний перехід до червня 2015 року від аналогового до цифрового телерадіомовлення[1].
2. Рішення «Щодо окремих заходів із забезпечення інформаційної безпеки»[2].
3. Указ Президента України "Про рішення Ради національної безпеки і оборони України від 14 травня 2021 року «Про Стратегію людського розвитку»[3].
4. Концерн радіомовлення, радіозв'язку та телебачення[4].
5. Про рішення Ради національної безпеки і оборони України від 14 травня 2021 року «Щодо окремих заходів із забезпечення інформаційної безпеки»[6].
6. Про створення цифрової багатоканальної телемережі у діапазоні 174—230 МГц (МХ-7)[9].